# Essenzwam
De essenzwam (Vanderbylia fraxinea) is een schimmel behorend tot de familie Polyporaceae. Hij ontwikkelt zich vooral onderaan levende essen (Fraxinus excelsior) en in mindere mate ook andere op loofbomen (eik, beuk, iep, populier, plataan, Robinia).

## Kenmerken

### Uiterlijke kenmerken
Vruchtlichaam
Het vruchtlichaam is meerjarig en groeit vaak met meerdere exemplaren bij elkaar. Een enkel vruchtlichaam heeft een hoefvorm, 6 tot 20 cm breed en tot 10 cm dik. Het is consolevormig met een zeer brede zijkant aan de boom gegroeid. Soms wordt het bedekt met uitstekende delen van de plant. De zwam wordt meestal in groepen gevonden, ze zijn dan gerangschikt in een halfcirkelvormig patroon. Het bovenoppervlak is ongelijk, golvend, knobbelig en aanvankelijk licht fluweelachtig, daarna glad. Het is crème tot oker van kleur, oudere exemplaren worden donkerder en donkerder en variëren in kleur van bruin tot zwart. De scherpe of ronde rand, licht golvend en lichter; geeloranje bij jonge exemplaren, donkerder bij oudere.
Trama
Het vruchtvlees (trama) is stevig kurkachtig, bleekbruin van kleur met grijsgele buisjeslagen. 
Buisjes
Buisjes van 6 mm lang, vormen vele lagen, gescheiden door lagen vlees. Ze hebben kleine, ronde of hoekige poriën. Er zijn er 3 tot 5 van per 1 mm. De hymenofoor in droge toestand is crèmekleurig met een roze tint, en wanneer ingedrukt of beschadigd, wordt hij violetbruin. De poriënlaag verkleurt niet na behandeling met een oplossing van KOH of ammonia.
Geur
De geur is onaangenaam.
Sporenprint
De sporenprint is wit.

### Microscopische kenmerken
De sporen zijn dikwandig, glad, ovaal tot rondachtig met een moeilijk zichtbare kiempore, voorzien van een grote oliedruppel en meten 6,5-9 × 7-8,5 µm.

## Vergelijkbare soorten
De essenzwam lijkt sterk op de iepenbuisjeszwam, maar de iepenbuisjeszwam heeft fijnere poriën, in de wintersituatie roze onderkant en geen hoedverkleuring buiten de mosbedekking.

## Ecologie
De essenzwam komt voor in lanen, parken en bossen op kleigrond en voedselrijk zand op loofhout voor doorgaans nog levende bomen. Het vaakst komt hij voor op es, maar hij is ook bekend van eik, beuk, populier, walnoot, iep, wilg, robinia, paardenkastanje, berk, vlier, plataan, hulst, kers en valse christusdoorn. De parasitair levende zwam veroorzaakt intense witrot van hout. Hij dringt de boom binnen via wonden en tast uiteindelijk het wortelstelsel van de boom aan, waardoor deze omvalt. Nadat de boom sterft, blijft de zwam saprotroof aanwezig. De levensduur van het vruchtlichaam is twee tot zeven jaar.

## Verspreiding
De essenzwam komt voor in Noord-Amerika, Europa, Nieuw-Zeeland en sommige regio's van Azië (Taiwan en Japan). Op het noordelijk halfrond is hij vrijwel overal zeldzaam. Waarnemingen komen nog het meest voor in Europa.
In Nederland en België is hij matig algemeen. In 1996 werd de zwam op de Rode Lijst nog vermeld als ernstig bedreigd. Op de Rode Lijst van 2008 komt hij niet meer voor. 

## Foto's

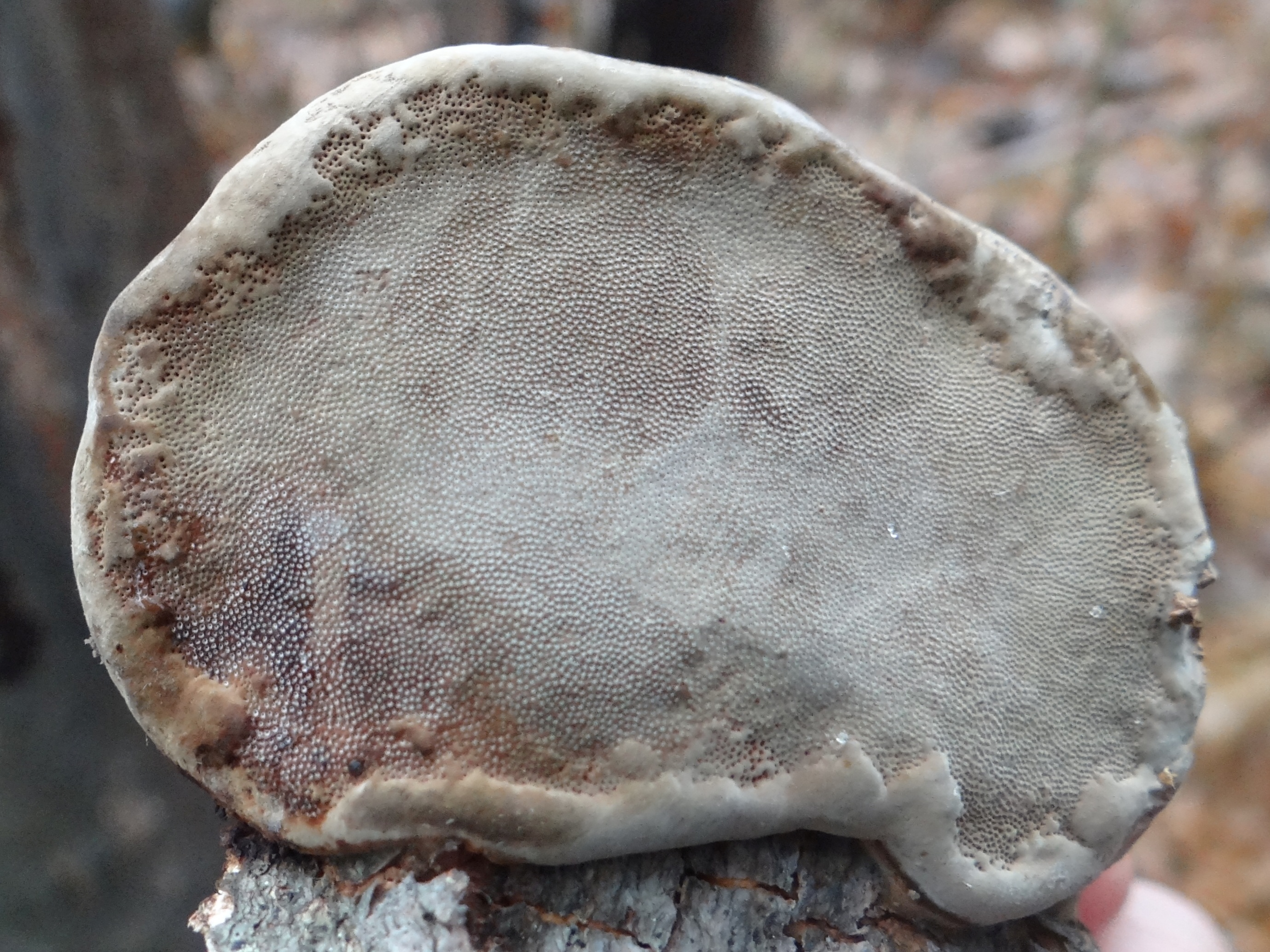
hymenofoor
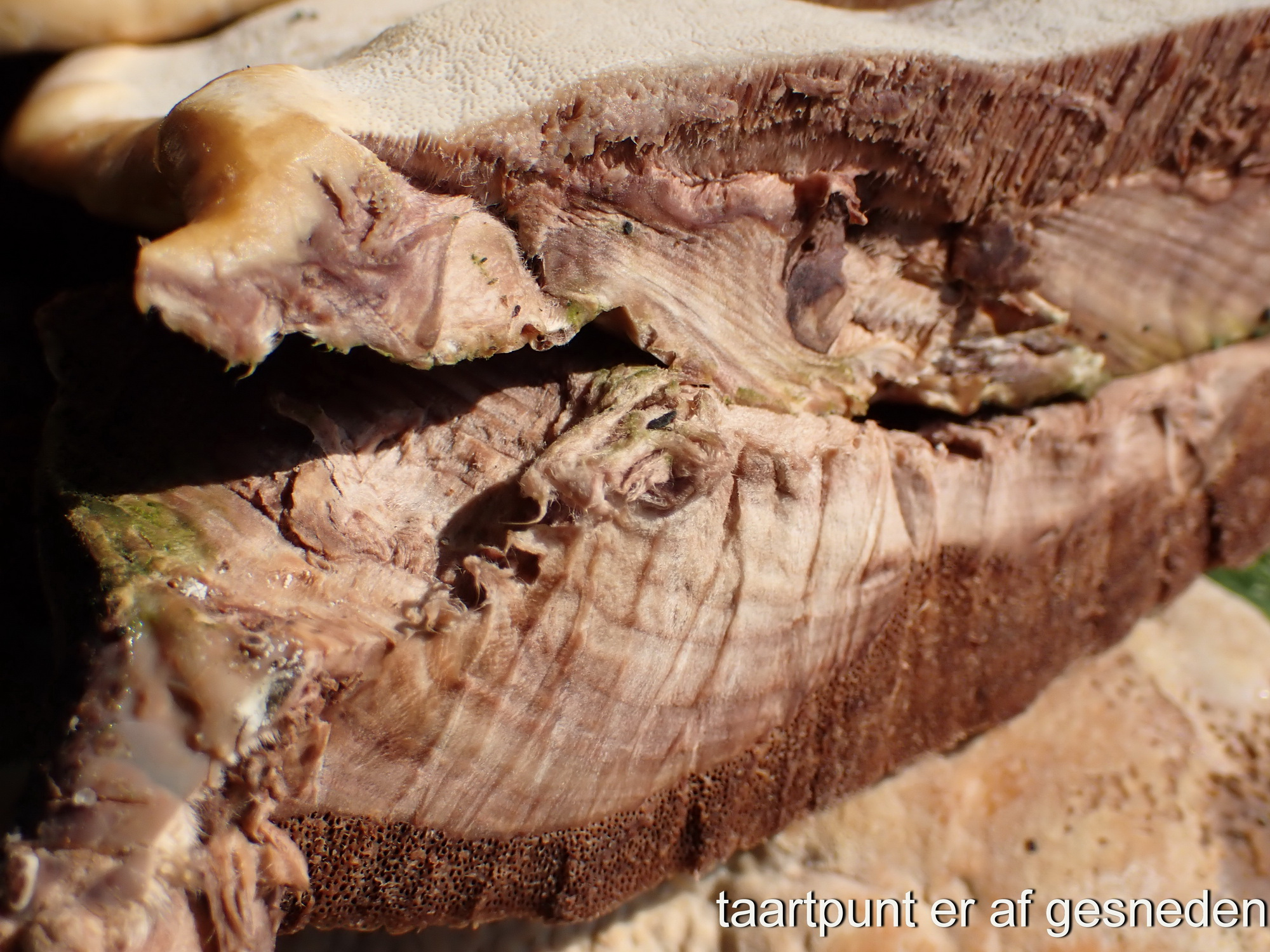
trama en buisjes
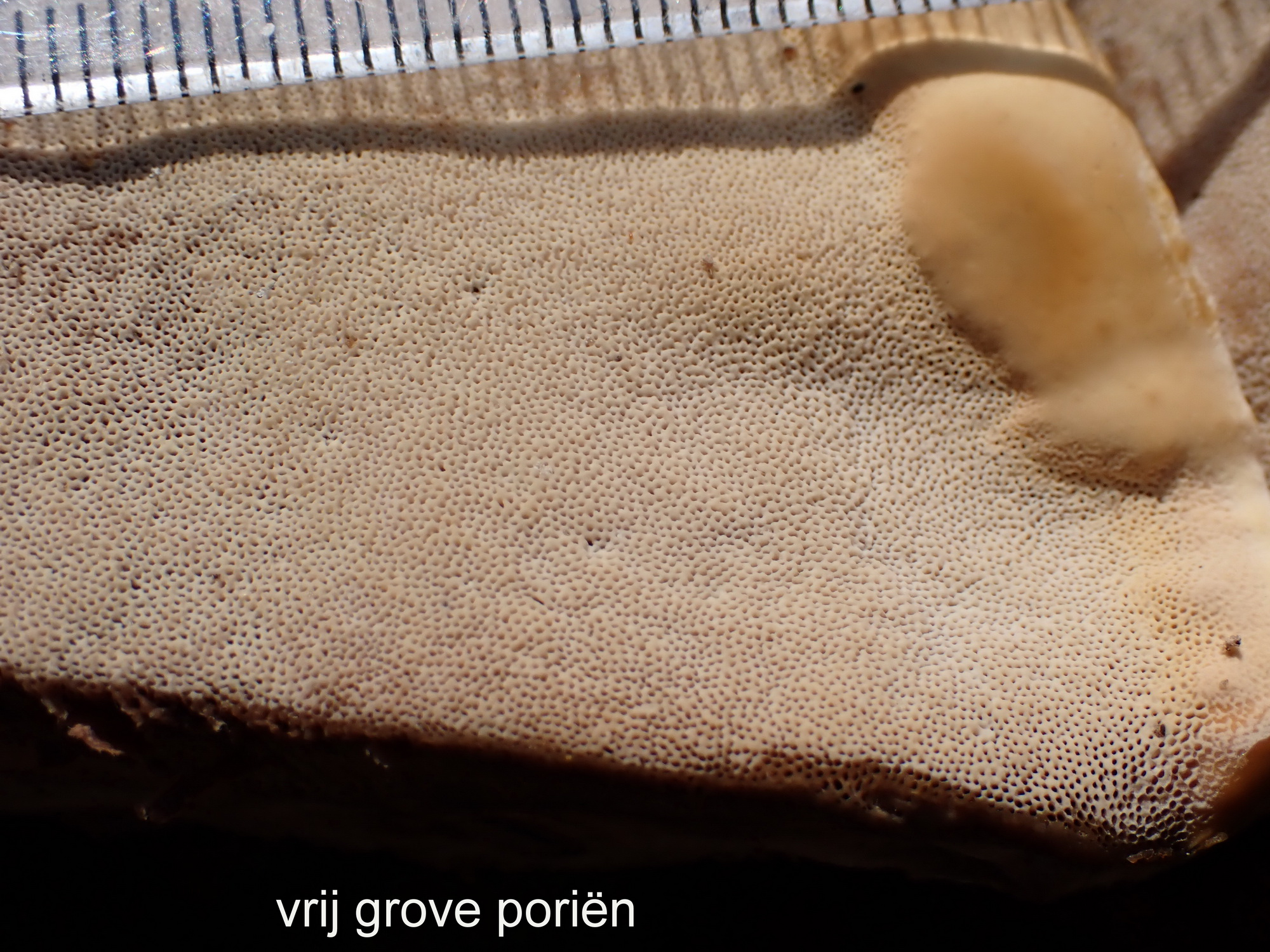
poriën